# Seznam zápasů československé a východoněmecké hokejové reprezentace
Seznam zápasů československé a východoněmecké hokejové reprezentace uvádí data, výsledky a místa konání vzájemných zápasů hokejových reprezentací Československa a NDR.

## Lední hokej na olympijských hrách
| Datum utkání | Výsledek | Rok  | Místo    | Branky Československa                                                                               |
| ------------ | -------- | ---- | -------- | --------------------------------------------------------------------------------------------------- |
| 12. 2. 1968  | 10 : 3   | 1968 | Grenoble | 4x Josef Horešovský, 2x Václav Nedomanský, Jaroslav Jiřík, Jan Suchý, Jiří Kochta, František Ševčík |

## Mistrovství světa v ledním hokeji
| Datum utkání | Výsledek | Rok  | Místo     | Branky Československa                                                                                      |
| ------------ | -------- | ---- | --------- | --- |
| 11. 3. 1961  | 5 : 1    | 1961 | Ženeva    | Ján Starší, Václav Pantůček, Vlastimil Bubník, Miroslav Vlach, Josef Černý                                 |
| 4. 3. 1965   | 5 : 1    | 1965 | Tampere   | 2x Jozef Čapla, Jan Klapáč, Stanislav Prýl, Jaroslav Jiřík                                                 |
| 3. 3. 1966   | 6 : 0    | 1966 | Lublaň    | 2x Jozef Golonka, Jaroslav Jiřík, Stanislav Prýl, Milan Kokš, Jan Klapáč                                   |
| 20. 3. 1967  | 6 : 0    | 1967 | Vídeň     | 2x Jan Havel, Stanislav Prýl, Jaroslav Holík, Jozef Golonka, Jiří Holík                                    |
| 17. 3. 1970  | 4 : 1    | 1970 | Stockholm | 2x Július Haas, Václav Nedomanský, Jan Suchý                                                               |
| 25. 3. 1970  | 7 : 3    | 1970 | Stockholm | 3x Václav Nedomanský, 2x Jiří Holík, František Pospíšil, František Ševčík                                  |
| 8. 4. 1974   | 8 : 0    | 1974 | Helsinky  | 4x Václav Nedomanský, Jiří Holík, Bohuslav Ebermann, Richard Farda, Ivan Hlinka                            |
| 16. 4. 1974  | 9 : 2    | 1974 | Helsinky  | 2x Jan Suchý, 2x Vladimír Martinec, 2x Ivan Hlinka, Bohuslav Ebermann, Václav Nedomanský, Bohuslav Šťastný |
| 8. 4. 1976   | 10 : 0   | 1976 | Katovice  | 4x Milan Nový, 2x Jiří Holík, Marián Šťastný, Vladimír Martinec, Jiří Novák, Peter Šťastný                 |
| 17. 4. 1983  | 6 : 1    | 1983 | Dortmund  | Jiří Lála, Dárius Rusnák, Vladimír Caldr, Milan Chalupa, Igor Liba, Vincent Lukáč                          |
| 18. 4. 1985  | 6 : 1    | 1985 | Praha     | Jaroslav Benák, Pavel Richter, Jiří Hrdina, Oldřich Válek, Dušan Pašek, Vladimír Růžička                   |

## Ostatní zápasy
| Datum utkání | Výsledek | Zápas               | Místo            | Branky Československa |
| ------------ | -------- | ------------------- | ---------------- | --------------------- |
| 25. 4. 1951  | 27 : 3   | přátelsky           | Berlín           |                       |
| 17. 8. 1951  | 25 : 2   | přátelsky           | Berlín           |                       |
| 19. 8. 1951  | 19 : 1   | přátelsky           | Berlín           |                       |
| 29. 9. 1952  | 14 : 1   | přátelsky           | Berlín           |                       |
| 25. 2. 1957  | 15 : 1   | přátelsky           | Moskva           |                       |
| 7. 10. 1959  | 9 : 2    | přátelsky           | Saská Kamenice   |                       |
| 10. 10. 1959 | 2 : 1    | přátelsky           | Berlín           |                       |
| 11. 10. 1959 | 5 : 4    | přátelsky           | Berlín           |                       |
| 14. 11. 1961 | 7 : 1    | přátelsky           | Drážďany         |                       |
| 16. 11. 1961 | 8 : 2    | přátelsky           | Weißwasser       |                       |
| 10. 3. 1963  | 8 : 3    | přátelsky           | Stockholm        |                       |
| 22. 2. 1965  | 10 : 1   | přátelsky           | Praha            |                       |
| 22. 11. 1965 | 8 : 1    | přátelsky           | Litvínov         |                       |
| 8. 4. 1966   | 9 : 3    | přátelsky           | Saská Kamenice   |                       |
| 10. 4. 1966  | 6 : 0    | přátelsky           | Berlín           |                       |
| 19. 11. 1966 | 11 : 4   | přátelsky           | České Budějovice |                       |
| 15. 4. 1967  | 2 : 2    | přátelsky           | Crimmitschau     |                       |
| 16. 4. 1967  | 5 : 3    | přátelsky           | Saská Kamenice   |                       |
| 4. 12. 1969  | 10 : 2   | Cena Izvestijí 1969 | Moskva           |                       |
| 11. 1. 1972  | 8 : 2    | přátelsky           | České Budějovice |                       |
| 12. 1. 1972  | 7 : 2    | přátelsky           | Jihlava          |                       |
| 25. 9. 1972  | 2 : 2    | přátelsky           | Ústí nad Labem   |                       |
| 25. 9. 1972  | 3 : 1    | přátelsky           | Liberec          |                       |
| 28. 9. 1972  | 8 : 1    | přátelsky           | Praha            |                       |
| 13. 11. 1973 | 2 : 3    | přátelsky           | Weißwasser       |                       |
| 14. 11. 1973 | 6 : 3    | přátelsky           | Berlín           |                       |
| 12. 12. 1973 | 12 : 4   | přátelsky           | Pardubice        |                       |
| 13. 12. 1973 | 6 : 2    | přátelsky           | Hradec Králové   |                       |
| 24. 1. 1976  | 5 : 1    | přátelsky           | Pardubice        |                       |
| 25. 1. 1976  | 10 : 1   | přátelsky           | Praha            |                       |
| 12. 4. 1978  | 7 : 3    | přátelsky           | Litvínov         |                       |
| 13. 4. 1978  | 8 : 0    | přátelsky           | Teplice          |                       |
| 26. 4. 1978  | 8 : 0    | přátelsky           | Praha            |                       |
| 18. 2. 1979  | 6 : 3    | přátelsky           | Pardubice        |                       |
| 19. 2. 1979  | 10 : 4   | přátelsky           | Hradec Králové   |                       |
| 4. 9. 1979   | 9 : 3    | přátelsky           | České Budějovice |                       |
| 2. 9. 1980   | 11 : 3   | Zlatý klas 1980     | České Budějovice |                       |
| 7. 9. 1980   | 5 : 2    | přátelsky           | Tábor            |                       |
| 8. 9. 1980   | 7 : 1    | přátelsky           | Příbram          |                       |
| 8. 12. 1980  | 12 : 1   | přátelsky           | Teplice          |                       |
| 9. 12. 1980  | 17 : 0   | přátelsky           | Litvínov         |                       |
| 11. 12. 1981 | 7 : 0    | přátelsky           | Tábor            |                       |
| 12. 12. 1981 | 12 : 0   | přátelsky           | Příbram          |                       |
| 6. 4. 1982   | 8 : 0    | přátelsky           | Slaný            |                       |
| 7. 4. 1982   | 6 : 1    | přátelsky           | Teplice          |                       |
| 10. 4. 1985  | 12 : 3   | přátelsky           | Benešov          |                       |
| 11. 4. 1985  | 11 : 1   | přátelsky           | Tábor            |                       |
| 28. 2. 1986  | 9 : 1    | přátelsky           | Příbram          |                       |
| 7. 4. 1986   | 11 : 2   | přátelsky           | Ústí nad Labem   |                       |

## Celková bilance vzájemných zápasů Československa a NDR
| Zápasy | Výhry | Remízy | Prohry | Skóre   |
| ------ | ----- | ------ | ------ | ------- |
| 61     | 58    | 2      | 1      | 527:100 |